# لوترل (تنسی)
لوترل(به انگلیسی: Luttrell) شهری در ایالت تنسی کشور ایالات متحده آمریکا است که جمعیت آن در سرشماری سال ۲۰۱۰ میلادی، ۱٬۰۷۴ نفر بوده‌است.